# ULAS J003402.77−005206.7
ULAS J003402.77–005206.7 eller förkortat ULAS J0034–00, är en ensam stjärna belägen i den norra delen av stjärnbilden Valfisken. Den har en  skenbar magnitud av ca 18,1 (J) och kräver ett kraftfullt teleskop med kamera för att kunna observeras. Baserat på uppmätt parallax på ca 79,6 mas beräknas den befinna sig på ett avstånd av ca  41 ljusår (ca  13 parsec) från solen.

## Egenskaper

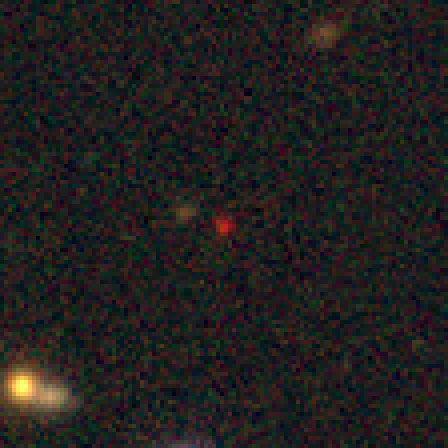
ULAS J0034-00 (röda objektet i mitten) Foto:äldre undersökningar

ULAS J0034-00 är en av de kallaste bruna dvärgarna som är kända. Den identifierades först i data från UK Infrared Telescope (UKIRT) Infrared Deep Sky Survey (UKIDSS). Infraröda spektra som därefter tagits med IRS-instrumentet på Spitzer Space Telescope ger en uppskattad effektiv temperatur på mellan 550 och 600 K och avger inget synligt ljus. Dess massa uppskattas till mellan 5 och 20 Jupitermassor och dess ålder till mellan 0,1 och 2,0 miljarder år.